# Урдома
Урдома (рос. Урдома) — робітниче селище в Ленському районі Архангельської області Російської Федерації.
Населення становить 4042 особи. Входить до складу муніципального утворення Урдомське поселення.

## Історія
Від 2004 року входить до складу муніципального утворення Урдомське поселення.

## Населення
| 1710  | 1970  | 1979  | 1989  | 2002  | 2009  | 2010  |
| ----- | ----- | ----- | ----- | ----- | ----- | ----- |
| 115   | ↗4235 | ↗5106 | ↘4998 | ↘4637 | ↘4501 | ↗4577 |
| 2011  | 2012  | 2013  | 2014  | 2015  | 2016  | 2017  |
| →4577 | ↘4509 | ↘4435 | ↘4420 | ↘4361 | ↘4266 | ↘4234 |